# 日本語の誤用
日本語の誤用（にほんごのごよう）では、辞書的な日本語（標準語）とは異なる日本語の表現や運用を記す。誤用には、文字、綴り、音韻、形態（語形）、意味、統語など様々なレベルのものがありうるが、ここでは主に形態、意味、統語論上の現象について扱う。

## 概要
本来の意味とされるものと人々の認識が異なる言葉は、度々クイズ番組で取り上げられたりしている。一方日本では国が定めた辞書等があるわけではなく、文化庁ではどの意味も正しい、誤りという見解は示していない。
第二言語として日本語を学習するさい、「書かない」を「書きない」などとする誤用が見られ、何となくおかしいのだけれどもどこがおかしいかはっきり指摘できない場合があり、この「おかしい」と感じるものが誤用(error)と呼ばれる。従来の誤用研究は「文法的正確さ」が重視されてきたが、現在は「コミュニケーションに関わる誤用」が重要視されている。外国語の学習過程では誤用が生じるのが当然であり、ことばを習得するための一つのステップととらえ、誤用とはとらえず中間言語(interlanguage)という呼び方をする。

## 誤用とされることがある事例

### 慣用句や比喩等における誤用例
弱冠
（《礼記》曲礼上の『二十を弱と曰ひて冠す』から）20歳のこと。近代では少し意味が広がり、20歳前後を指すようになった。しかし「わずか○○歳にして」の文脈で使用されることが多く（弱冠8歳にして･･など）、8歳というのはどう見てもこれに当てはまらないので、誤用とみなされる。同じ読みで「若干」があるが、年齢には用いないので若干8歳、とするのも間違い。弱冠を若冠と表記する誤りもある。出典が男子20歳の異称であるため、女子にそのような言い方をするのは適切･的確ではない。
×危機一発→○危機一髪
髪の毛一本の差で危機に陥るのっぴきならない状況だったことを指す成語だが、まるで一発、二発と危機が襲ってくるように誤解された。映画『007 ロシアより愛をこめて』の旧題として、作品に映画評論家・水野晴郎が『007 危機一発』と名づけたことから広まった用法という。水野は単に流行を狙った意識的な造語と主張していた。
×上へ下への大騒ぎ、上や下への大騒ぎ　→○上を下への大騒ぎ
言葉を取り違えている典型例として紹介される慣用句。上へ置くべき物を下へ、下へ置くべき物を取り違えているほど、甚だしく状況が混乱していることへの形容。
×三歩下がってついて行く　→○半歩下がってついて行く
「三尺下がって師の影を踏まず」との混同。または「三歩」と「半歩」の混同。
×そうは問屋が許さない  →○そうは問屋が卸さない
平成27年度国語に関する世論調査において、16歳から19歳の未成年者が、正しい表記「卸さ」を取り間違えて、誤用の「許さ」が正答であると上回った例。

### 言意における誤謬
生き様
本来のこのような「〜様」は「死に様」などの場合に用いる表現である。「様」とは「無様」「この様」「様見ろ」の様という屈辱的な意味合いがあり、生き様とは「自分の過ごして来たぶざまな生き方」を意味する。
しかしながら現在は「その人が生きていく態度・ありさま。生き方。」ともされている。このため、小説家の藤沢周平は過去に使いたくない言葉に挙げている。なお、1990年代以前の国語辞典・国語辞書には「死に様」しか記載されていない。
確信犯
本来の意味は宗教的確信や政治的・道徳的信念などにもとづき、自分の信念こそが正しい、政府の立法や命令こそ間違っている、と強く思って犯す犯罪（あるいはその犯罪者）のことである。
しかしながら、悪いことと知りつつ犯罪を起こす故意犯や常習犯、あるいは犯罪には該当しないものの道徳的に問題があると考えられる行為（行為者）、を意味する単語と捉えられ使用されている。文化庁の平成27年度『国語に関する世論調査』では、誤用が69.4パーセントで、本来の意味の17.0パーセントを大幅に上回っている。
姑息
本来は「一時しのぎ」の意味である。姑息療法などの用例が典型。
しかしながら文化庁の平成22年度『国語に関する世論調査』では、本来の意味ではない「ひきょうな」という意味であると回答した人が70.9パーセントで、本来の意味である「一時しのぎ」という意味であると回答した人の15.0パーセントを大幅に上回っている。
性癖
本来は癖の意であり、人間の心理・行動上に現出する偏りや傾向のことで、特に悪癖と見做されるものを指す場合が多い（貧乏揺すりなど）。
しかしながら、ここでの「性」は性質の謂であるが、誤って性交の意ととらえて、専ら性的な交わりの際に現れる癖・嗜好、交接時の習慣・習性、すなわちフェチ・性嗜好、性指向や性的な嗜癖の意味でのみ用いられることがある。
情けは人の為ならず
本来は「人に情けを掛けておくと、巡り巡って結局は自分のためになる」の意味である。
しかしながら文化庁の平成13年度『国語に関する世論調査』では、誤用である「人に情けを掛けて助けてやることは、結局はその人のためにならない」と回答した者が48.2パーセントで、本来の意味である「人に情けを掛けておくと、巡り巡って結局は自分のためになる」と回答した者の47.2パーセントを上回った。平成22年度の調査では誤用が45.7パーセントで、本来の意味が45.8パーセントと上回ったもののほぼ拮抗している。
役不足
本来は「本人の力量に対して役目が軽すぎること」の意味である。
しかしながら文化庁の平成14年度『国語に関する世論調査』では、誤用である「本人の力量に対して役目が重すぎること」（＝力不足）と回答した者が62.8パーセントで、本来の意味である「本人の力量に対して役目が軽すぎること」と回答した者の27.6パーセントを大きく上回っていたが、平成18年度の調査では誤用が50.3パーセント、本来の意味が40.3パーセント、平成24年度の調査では誤用が51.0パーセント、本来の意味が41.6パーセントと本来の意味を回答する者が増えてきている。
煮詰まる
本来は鍋を使って水分を飛ばす料理が完成に近づきつつある最終段階を指し、転用により思考作業におけるアイデアの構築や議論が最終段階に入ったことに模した表現である。
しかしながら語感の似通った「行き詰まる」と混同されて、しばしば本来とは反対の意味に誤解される様になった。
〜感
本来は「〜感」の表現は「何かを体験した結果により生じた当人の感覚・感じ・感情」を表す（例：高揚感・快感・恐怖感・危機感を抱く）。
しかしながら「緊迫感・スピード感を持って対処する」などと感情などを指すとは異なる意味で使われる場合が見られる。
なお「危機意識を持って・共有して」の用例の「〜意識」については、他人へ喚起することもでき特に誤りではない。

### 重言
「電車に乗車する」のように同意の語を重ねた言い方を重言といい、しばしば誤用と見なされることがある。
例えば、「頭痛が痛い」、「馬から落馬する」、「挙式をあ（挙）げる」、「まだ（未だ）未定」など。外来語にも見られ、たとえばケレップ水制、サハラ砂漠、チゲ鍋、フラダンスなどは元の言語から見れば重言にあたる。

### 創作関連
世界観
元は18世紀以来のドイツ語Weltanschauungの訳語であって、世界全体の統一的な把握をいう。「世界像 (Weltbild)」のように、単に世界の客観的・知的な見方であるだけでなく、より直接的な主体的評価を含むものであり、世界に〈姿〉とともに〈意味〉を見出すところに世界観成立の切っ掛け（契機）があり、〈意味〉は歴史と文化の文脈に応じて多様であることから、世界観もまた多様である。20世紀初めにおいて、ドイツ語の「世界観」という言葉は学問用語として頻繁に用いられるようになった。
上記のような意味としての「世界観」ではなく、俗に、文学や音楽などで、その作品がもつ雰囲気や状況設定のことを「世界観」と表現することが増えている。
世界線
物理学の用語。四次元において時空座標で表せられる質点の連続をつなげ、線にしたもの。
しかしながらサイエンス・フィクションにおいてはパラレルワールドや並行世界を表す語として利用されている。

### 誤用ではないとの考えもあるもの
新年明けましておめでとう
旧年が明けて新年になるのだから、「新年」と「明ける」を並べるべきではなく、単に「新年おめでとう」か「明けましておめでとう」とするべきだとの意見がある。同様に、「夜が明ける」とは言っても「朝が明ける」とは言わない。
しかしながら、「新年が明ける」は変化の結果に注目したものであって、誤用ではないとの考えもある。これは「湯がわく（水が沸いて湯になる）」が誤用でないと同様との考えである。
汚名挽回（おめいばんかい）
かつては普通に使われていた表現であったが、1970年代半ば頃から「汚名返上」や「名誉挽回」の誤用であり日本語の乱れであるとする説が広まり、2000年代には誤用と解することが一般的となった。
しかしながら、「挽回」は「悪い状態から普通の状態に戻す」という意味であり「汚名を着た状態を元通りにすること」であって、汚名を取りもどすことではなく誤用ではないとの考えもある。国語辞典編纂者の飯間浩明は「私の知るかぎりでは、1976年の『死にかけた日本語』（英潮社）の指摘が早いです。それまで「汚名挽回」は普通に使われていたのに、これ以降、誤用説が強まり、今は肩身の狭い立場になった。この本はけっこう影響力があり、やっかいな存在です。」としている。
一生懸命（いっしょうけんめい）と一所懸命（いっしょけんめい）
「一生懸命」は江戸期の書物にも用例が見られ、夏目漱石「吾輩は猫である」にも見られる記法であり、鎌倉武士の歴史的経緯とは別に、江戸・明治期にはすでに定着していた可能性がある。多くの国語辞書でも「一所懸命」「一生懸命」の両方を見出し語として採録しており、NHKでは外部からの寄稿文で記述されているものを除き「一生懸命」を採用している。